# Криссоло
Криссоло (итал. Crissolo) — коммуна в Италии, располагается в регионе Пьемонт, в провинции Кунео.
Население составляет 195 человек (2008 г.), плотность населения составляет 4 чел./км². Занимает площадь 48 км². Почтовый индекс — 12030. Телефонный код — 0175.
Покровителем коммуны считается святой Иоанн Креститель, празднование 24 июня.

## Демография
Динамика населения:

## Администрация коммуны
- Официальный сайт: http://www.comune.crissolo.cn.it/